# (10834) Zembsch-Schreve
(10834) Zembsch-Schreve est un astéroïde de la ceinture principale.

## Description
(10834) Zembsch-Schreve est un astéroïde de la ceinture principale. Il fut découvert le 8 novembre 1993 à Kitt Peak par le projet Spacewatch. Il présente une orbite caractérisée par un demi-grand axe de 2,32 UA, une excentricité de 0,07 et une inclinaison de 5,7° par rapport à l'écliptique.

## Compléments